# نشانگان منییر
بیماری منییر (Ménière's disease; MD) یک اختلال در گوش داخلی است که با اپیزود‌های بالقوه شدید و ناتوان‌کننده سرگیجه، وزوز گوش، کاهش شنوایی و احساس پری در گوش مشخص می‌شود. به‌طور معمول، در ابتدا فقط یک گوش تحت تاثیر قرار می‌گیرد، اما با گذشت زمان، هر دو گوش ممکن است درگیر شوند. اپیزودها معمولاً از ۲۰ دقیقه تا چند ساعت طول می‌کشند. فاصله زمانی میان اپیزود‌ها متفاوت است. کاهش شنوایی و شنیدن زنگ در گوش می‌توانند به مرور زمان دائمی شوند.
علت ایجاد بیماری منییر مشخص نیست، اما احتمالا ترکیبی از عوامل ژنتیکی و محیطی در ایجاد آن دخالت دارند. چندین تئوری در مورد علت بروز آن مطرح هستند، از جمله انقباض عروق خونی، عفونت‌های ویروسی، و واکنش‌های خودایمنی. در حدود ۱۰% موارد، ابتلا به بیماری به صورت خانوادگی (در بیش از یک عضو در خانواده) مشاهده‌ می‌شود. اعتقاد بر این است که نشانه‌ها در نتیجه تجمع مایع اضافی در لابیرنت (labyrinth) گوش داخلی رخ می‌دهند. تشخیص بیماری بر اساس نشانه‌ها و تست شنوایی انجام می‌شود. دیگر شرایطی که ممکن است نشانه‌های مشابهی را ایجاد کنند، عبارتند از میگرن دهلیزی و حمله ایسکمیک گذرا.
درمان قطعی برای این بیماری شناخته نشده ‌است. حملات اغلب با داروهایی برای کنترل تهوع و اضطراب درمان می‌شوند. به‌ طور‌ کلی، اقدامات پیشگیری‌کننده از بروز حملات چندان توسط شواهد پشتیبانی نمی‌شوند. رژیم غذایی کم‌نمک، دیورتیک‌ها و کورتیکواستروئیدها ممکن است امتحان شوند. فیزیوتراپی می‌تواند به بهبود تعادل و مشاوره به کنترل اضطراب کمک کند. در صورتی که دیگر اقدامات مؤثر نباشند، تزریق در گوش یا جراحی نیز ممکن است انجام شود، اما با خطراتی همراه هستند. Tاستفاده از لوله‌های تیمپانوستومی (tympanostomy) (لوله‌های ونتیلاسیون (ventilation tubes)) برای بهبود سرگیجه و شنوایی در افراد مبتلا به بیماری منییر توسط شواهد قطعی تایید نمی‌شوند.
بیماری منییر در اوایل دهه ۱۸۰۰ توسط «پروسپر منییر» (Prosper Menière) شناخته شد. این بیماری بین ۰.۳ و ۱.۹ را در هر ۱.۰۰۰ نفر تحت تاثیر قرار می‌دهد. معمولا در افراد ۴۰ تا ۶۰ ساله شروع ‌می‌شود. زنان بیشتر از مردان مبتلا‌ می‌شوند پس از ۵ تا ۱۵ سال از شروع نشانه‌ها، برخی مواقع اپیزود‌های سرگیجه دَورانی متوقف شده و فرد با عدم تعادل، شنوایی ضعیف در گوش آسیب‌دیده، و صدای زنگ یا صداهای دیگر در گوش یا گوش‌های مبتلا درگیر می‌ماند.

## علائم و نشانه‌ها
بیماری منییر با اپیزودهای مکرر سرگیجه، کاهش شنوایی نوسانی، و وزوز گوش مشخص ‌می‌شود؛ ممکن است پیش از شروع اپیزودها، سردرد و احساس پُری در گوش وجود داشته باشد. افراد همچنین ممکن است دچار نشانه‌های دیگری شوند که مربوط به واکنش‌های نامنظم سیستم عصبی خودمختار (اوتونوم) است. این نشانه‌ها به‌خودی‌خود علائم بیماری منییر نیستند، بلکه عوارض جانبی ناشی از اختلال در عملکرد اندام شنوایی و تعادل (گوش داخلی) بوده و شامل حالت تهوع، استفراغ و تعریق می‌شوند که به‌طور معمول علائم سرگیجه هستند و نه بیماری منییر. این نشانه‌ها همچنین شامل احساس هل داده شدن ناگهانی از پشت به زمین می‌شود. برخی افراد ممکن است دچار افتادن ناگهانی بدون از دست دادن هوشیاری (حملات سقوط) شوند.

## علل
علت ایجاد بیماری منییر نامشخص است، اما احتمالاً شامل عوامل ژنتیکی و محیطی می‌شود. چندین نظریه در مورد علت ایجاد آن وجود دارد، از جمله انقباض عروق خونی، عفونت‌های ویروسی، و واکنش‌های خودایمنی.

## مکانیسم

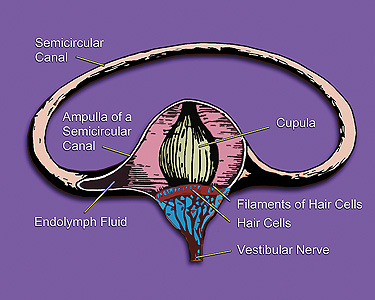
Inner ear

عوامل زمینه‌ساز اولیه بیماری منییر به‌طور کامل شناخته نشده‌اند، برخی علل التهابی احتمالی باعث ایجاد هیدروپس اندولنفاتیک (endolymphatic hydrops; EH)، یعنی اتساع فضای اندولنف گوش داخلی، می‌شوند. هیدروپس اندولنفاتیک به شدت با ابتلا به بیماری منییر مرتبط است،  اما همه افراد مبتلا به EH به بیماری منییر مبتلا نمی‌شوند: به ‌عبارتی «ارتباط میان هیدروپس اندولنفاتیک و بیماری منییر یک همبستگی ساده و ایده‌آل نیست». نکته مهم آنکه، EH مزمن می‌تواند در میگرن وستیبولار رخ دهد، که تشخیص افتراقی مهمی برای بیماری منییر به حساب می‌آیدو
علاوه بر ‌این، در بیماری منییر کاملا پیشرفته، هر دو سیستم تعادلی (سیستم دهلیزی) و سیستم شنوایی (حلزون) گوش داخلی درگیر ‌می‌شوند، اما در برخی موارد، EH فقط روی یکی از این دو سیستم تأثیر گذاشته و علائم را ایجاد می‌کند. زیرگروه‌های مربوط به این بیماری، بیماری منییر دهلیزی (با علائم سرگیجه) و بیماری منییر حلزونی (vestibular Ménière's disease) (با نشانه‌های کاهش شنوایی و وزوز گوش) نامیده‌ می‌شوند.
مکانیسم ایجاد بیماری منییر به‌طور کامل توسط EH توضیح داده نشده، با این حال، EH پیشرفته می‌تواند از نظر مکانیکی و شیمیایی در عملکرد سلول‌های حسی تعادلی و شنوایی اخلال ایجاد کند، که ممکن است منجر به اختلال موقت در عملکرد و حتی مرگ سلول‌های حسی شود که به‌نوبه‌خود به نشانه‌های تیپیکال MD - سرگیجه، کاهش شنوایی، و وزوز گوش، می‌انجامد
تخمین زده ‌می‌شود که ۳۰% از افراد مبتلا به بیماری منییر، دچار اختلال عملکرد شیپور‌ اوستاش (Eustachian tube) هستند.

## تشخیص

ادیوگرام از شنوایی طبیعی (چپ) و از دست شنوایی یک‌طرفه کم‌صدا مرتبط با بیماری منییر (راست)

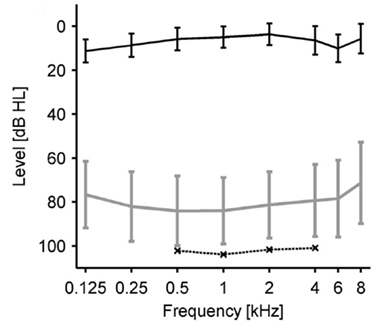
سطوح ناراحت‌کننده بلندی صدا (loudness discomfort levels; LDLs) - داده‌های افراد مبتلا به‌هایپراکوزیس (hyperacusis) بدون کاهش شنوایی. خط بالایی: متوسط حد آستانه (threshold) شنوایی. خط بلند پائین: LDL‌های این گروه. خط کوتاه پائین: LDLهای یک گروه مرجع با شنوایی طبیعی.

از سال ۲۰۱۵، معیارهای تشخیصی MD قطعی و MD احتمالی به صورت زیر تعریف می‌شود:
قطعی
1. دو یا چند اپیزود خودبه‌خودی از سرگیجه که هر کدام به مدت ۲۰ دقیقه تا ۱۲ ساعت طول بکشند.
2. کاهش شنوایی حسی-عصبی در فرکانس‌های پائین تا متوسط، ثبت شده با اودیومتری در گوش مبتلا، که حداقل در یک نوبت قبل، حین، یا پس از یکی از اپیزود‌های سرگیجه رخ داده باشد.
3. نشانه‌های نوسان شنوایی (شنوایی، وزوز، یا پُری) در گوش مبتلا
4. قابل توضیح با تشخیص دیگری از اختلالات دهلیزی نباشد.

محتمل
1. دو یا چند اپیزود خودبه‌خودی سرگیجه یا گیجی که هر کدام به مدت ۲۰ دقیقه تا ۲۴ ساعت طول بکشند.
2. نشانه‌های نوسان شنوایی (شنوایی، وزوز، یا پُری) در گوش گزارش‌شده
3. قابل توضیح با تشخیص دیگری از اختلالات دهلیزی نباشد.

حساسیت مفرط به صداها، یک نشانه شایع و مهم MD است. این حساسیت مفرط به راحتی با اندازه‌گیری سطح ناراحتی ‌بلندی صدا (LDL) تشخیص داده ‌می‌شود.
نشانه‌های MD تا حدود زیادی با سرگیجه مرتبط با میگرن (migraine-associated vertigo; MAV) هم‌پوشانی دارند، اما در صورت بروز کاهش شنوایی در MAV، معمولاً در هر دو گوش رخ می‌دهد، در صورتی که این مورد در MD نادر بوده، و کاهش شنوایی برخلاف MD معمولا در MAV پیشرفت نمی‌کند.
افرادی که دچار حمله ایسکمیک گذرا (transient ischemic attack; TIA) یا سکته مغزی شده‌اند، ممکن است علائمی شبیه به MD داشته باشند، و در افراد در معرض خطر، تصویربرداری رزونانس مغناطیسی (MRI) باید برای رد TIA یا سکته انجام شود.
دیگر اختلالات دهلیزی که باید از تشخیص افتراقی خارج شوند، عبارتند از: پاروکسیسمی دهلیزی (vestibular paroxysmia)، وستیبولوپاتی عود کننده یک طرفه (recurrent unilateral vestibulopathy)، شوآنوم دهلیزی (vestibular schwannoma)، یا تومور کیسه اندولنفاتیک (endolymphatic sac tumor).

## مدیریت بالینی
درمان قطعی برای بیماری منییر شناخته نشده، اما داروها، رژیم غذایی، فیزیوتراپی، و مشاوره، و برخی از روش‌های جراحی می‌توانند برای کنترل بیماری استفاده شوند. بیش از ۸۵% از مبتلایان به بیماری منییر با تغییر سبک زندگی، درمان طبی یا پروسیجرهای جراحی کم‌تهاجمی، بهبود می‌یابند. این پروسیجر‌ها شامل استروئید درمانی داخل تیمپان (intratympanic steroid therapy)، جنتامایسین داخل تیمپان (intratympanic gentamicin therapy) یا جراحی کیسه اندولنفاتیک (endolymphatic sac surgery) هستند.

### داروها
طی اپیزودهای MD، از داروهایی برای کاهش حالت تهوع، همچنین داروهایی برای کاهش اضطراب ناشی از سرگیجه استفاده می‌شود. برای درمان طولانی‌‌ مدت‌ تر، به منظور جلوگیری از پیشرفت بیماری، پایه شواهد علمی برای همه درمان‌ها ضعیف است. اگرچه رابطه علت و معلولی بین آلرژی و بیماری منییر نامشخص است، ممکن است داروهای کنترل‌کننده آلرژی مفید باشند. برای کمک به کنترل سرگیجه و مشکلات تعادل، گلیکوپیرولات (glycopyrrolate) به عنوان یک سرکوب‌کننده دهلیزی در بیماران مبتلا به بیماری منییر مفید شناخته شده ‌است.
دیورتیک‌ها (داروهای ادرارآور)، مانند دیورتیک شبه-تیازید کلرتالیدون (chlortalidone)، برای مدیریت بالینی MD به‌طور گسترده‌ای استفاده می‌شوند، بر ‌اساس این فرضیه که تجمع مایع (فشار) را در گوش کاهش می‌دهند. بر پایه شواهد حاصل از کارآزمایی‌های بالینی متعدد اما کوچک، به نظر می‌رسد که دیورتیک‌ها برای کاهش وقوع دفعات اپیزود‌های سرگیجه مفید باشند، اما به نظر نمی‌رسد که از کاهش شنوایی پیشگیری کنند.
در مواردی که کاهش شنوایی و اپیزود‌های شدید مداوم سرگیجه رخ می‌دهند، ممکن است لابیرنتکتومی (labyrinthectomy) شیمیایی تجویز شود، که در این روش دارویی مانند جنتامایسین به گوش میانی تزریق می‌شود و بخش‌هایی از دستگاه دهلیزی را تخریب می‌کند. این روش درمانی با خطر تشدید کاهش شنوایی همراه است.

### رژیم غذایی
اغلب به افراد مبتلا به MD توصیه ‌می‌شود که مصرف سدیم خود را کاهش دهند. با این حال، تاثیر کاهش مصرف نمک به خوبی بررسی نشده است. برخی براساس این فرض که MD از نظر ماهیت شبیه به میگرن است، توصیه به حذف «عوامل محرک میگرن» مانند کافئین می‌کنند، اما شواهد برای این موضوع ضعیف است. شواهدی با کیفیت بالا وجود ندارد مبنی بر اینکه تغییر رژیم غذایی با محدود کردن نمک، کافئین یا الکل نشانه‌ها را بهبود می‌بخشد.

### فیزیوتراپی
در حالی که استفاده از فیزیوتراپی در اوایل شروع MD به دلیل ماهیت نوسانی دوره بیماری احتمالا مفید نیست، به نظر می‌رسد که فیزیوتراپی برای کمک به بازآموزی سیستم تعادل در جهت کاهش نقایص ذهنی و عینی تعادل در طولانی‌مدت مفید باشد. 

### مشاوره
فشار روانی ناشی از سرگیجه و کاهش شنوایی ممکن است وضعیت را در برخی افراد بدتر کند. مشاوره برای مدیریت آشفتگی  همچنین آموزش و تکنیک‌های آرامش‌بخشی می‌توانند مفید باشند.

### عمل جراحی
در‌صورتی که نشانه‌ها با رویکردهای کم‌تهاجمی بهبود نیابند و در مواردی که بیماری کنترل ‌نشده یا مزمن شده و هر دو گوش را درگیر کند، ممکن است جراحی در نظر گرفته ‌شود.

#### جراحی کیسه اندولنفاتیک
جراحی برای رفع فشار کیسه اندولنفاتیک یکی از روش‌های جراحی است که گاهی برای درمان این وضعیت پیشنهاد ‌می‌شود. گاهی سه روش برای جراحی رفع فشار کیسه اندولنفاتیک پیشنهاد می‌شود: رفع فشار ساده، قرار دادن شانت یا برداشتن کیسه. برخی شواهد بسیار ضعیف وجود دارد که نشان می‌دهد هر سه روش ممکن است در کاهش سرگیجه مفید باشند، اما سطح شواهدی که از این پروسیجر‌های جراحی پشتیبانی می‌کنند، پائین بوده و انجام تحقیقاتی با کیفیت بالاتر پیشنهاد شده است. یک خطر در این نوع پروسیجر‌های جراحی، جابه‌جایی یا قرارگیری نامناسب شانت‌های مورد استفاده در این جراحی‌ها است. یک مرور سیستماتیک در سال ۲۰۱۴ گزارش داد که در افراد مبتلا به موارد شدید بیماری که واجد شرایط دریافت جراحی رفع فشار کیسه اندولنفاتیک هستند، این جراحی در کنترل سرگیجه در کوتاه‌مدت (بیش از ۱ سال پیگیری) و طولانی‌مدت (بیش از ۲۴ ماه) در‌حداقل ۷۵% افراد مؤثر بود.

#### لوله‌های ونتیلاسیون
کاشت لوله‌های اوستاش (لوله‌های ونتیلاسیون (ventilation tubes)) با کمک جراحی به‌طور قوی توسط مطالعات پزشکی تایید نمی‌شود. شواهد غیرقطعی مبنی بر مزیت لوله‌های تیمپانوستومی (tympanostomy tubes) برای بهبود عدم تعادل ناشی از بیماری وجود دارد،  و نتیجه‌گیری در مورد میزان مؤثر بودن این جراحی و احتمال عوارض جانبی و مضرات آن مشخص نیست.

#### دیگر مداخلات جراحی
جراحی‌های تخریبی مانند لابیرنتکتومی عصب دهلیزی (vestibular nerve labyrinthectomy) غیرقابل برگشت بوده و شامل حذف کامل عملکرد بیشتر یا کل گوش درگیر می‌شود؛ از سال ۲۰۱۳، تقریباً هیچ شواهدی برای قضاوت در مورد مؤثر بودن این جراحی‌ها وجود ندارد. کل گوش داخلی را نیز می‌توان با جراحی از طریق لابیرنتکتومی (labyrinthectomy) برداشت، اگرچه همیشه با این عمل، قدرت شنوایی در گوش درگیر به‌طور کامل از بین می‌رود. جراح همچنین می‌تواند عصب مربوط به بخش تعادلی گوش داخلی را به روش نورکتومی دهلیزی (vestibular neurectomy) قطع کند. با این روش، شنوایی اغلب تا حد زیادی حفظ ‌می‌شود؛ با این حال، این جراحی شامل ایجاد برش در پوشش مغز می‌شود و نیاز به بستری چند روزه در بیمارستان برای پایش دارد.

### درمان‌هایی با شواهد ضعیف
- از سال ۲۰۱۴، بتاهیستین (betahistine) به دلیل ارزان و بی‌خطر بودن اغلب استفاده ‌می‌شود؛ [۵] اما شواهد موجود، استفاده از آن را برای بیماری منییر توجیه نمی‌کند.[۳۶][۳۷] با این حال، شواهد فارماکوکینتیک اخیر نشان داده‌اند که درمان ترکیبی با مهارکننده‌های مونوآمین اکسیداز می‌توانند فراهم‌زیستی بتاهیستین را در افراد افزایش داده[۳۸] و جریان خون را در حلزون خوکچه هندی بهبود بخشند[۳۹]
- پالس‌های ریز-فشار ترانس‌تیمپانیک (transtympanic micropressure pulses) در دو مرور سیستماتیک مورد بررسی قرار‌ گرفتند. در هیچ یک از این بررسی‌ها، شواهدی برای توجیه استفاده از این تکنیک یافت نشد.[۴۰][۴۱]
- تزریق استروئیدهای داخل تیمپان در سه مرور سیستماتیک مورد بررسی قرار گرفتند. داده‌ها برای تصمیم‌گیری در مورد تاثیرات مثبت این درمان ناکافی بودند.[۴۲][۴۳][۴۴]
- شواهد از استفاده از درمان‌های جایگزین مانند طب سوزنی یا مکمل‌های گیاهی پشتیبانی نمی‌کند.[۳]

## پیش‌آگهی
بیماری منییر معمولاً از یک گوش شروع‌ می‌شود و در حدود ۳۰% موارد به هر دو گوش گسترش می‌یابد. ممکن است افراد در ابتدا فقط دچار یک نشانه باشند، اما هر سه نشانه به مرور زمان ظاهر ‌می‌شوند. کاهش شنوایی در مراحل اولیه معمولا نوسان دارد و در مراحل بعدی دائمی‌ تر‌ می‌شود. دوره بیماری منییر ۵ تا ۱۵ سال است و افراد عموما در نهایت دچار عدم تعادل خفیف، وزوز گوش و کاهش شنوایی متوسط در یک گوش می‌شوند.
از سال ۲۰۲۰، هیچ پیشرفت مهمی در زمینه پژوهش در پاتوژنز بیماری منییر حاصل نشده ‌است.

## همه‌گیرشناسی (اپیدمیولوژی)
بین ۳% و ۱۱% از موارد سرگیجه‌های تشخیص داده شده در کلینیک‌های نورو-اتولوژی (neuro-otological) ناشی از بیماری منییر است. نرخ بروز سالانه آن، حدود ۱۵ مورد در هر ۱۰۰.۰۰۰ نفر تخمین زده ‌می‌شود و میزان شیوع آن حدود ۲۱۸ نفر در هر ۱۰۰.۰۰۰ نفر است و حدود ۱۵% از افراد مبتلا به بیماری منییر، بالای ۶۵ سال هستند. در حدود ۹% موارد، یکی از بستگان بیمار نیز به بیماری منییر مبتلا بوده که نشان‌دهنده زمینه ژنتیکی در برخی موارد است.
شانس ابتلا به بیماری منییر در افرادی با نژاد سفید، چاقی مفرط و زنان بیشتر است. چندین بیماری اغلب به‌طور همزمان با بیماری منییر دیده می‌شوند، از جمله آرتریت، پسوریازیس، بیماری ریفلاکس معده به مری، سندرم روده تحریک‌پذیر و میگرن.

## تاریخچه
این بیماری به نام پزشک فرانسوی «پروسپر منییر» (Prosper Menière) نامگذاری شده ‌است، که در مقاله‌ای در سال ۱۸۶۱ نشانه‌های اصلی بیماری را شرح داد و نخستین کسی بود که یک اختلال واحد را برای توضیح تمام نشانه‌ها، در اندام ترکیبی تعادل و شنوایی در گوش داخلی، پیشنهاد کرد
آکادمی گوش و حلق و بینی آمریکا - کمیته جراحی سر و گردن پیرامون شنوایی و تعادل (American Academy of Otolaryngology – Head and Neck Surgery Committee on Hearing and Equilibrium) معیارهایی را برای تشخیص بیماری منییر تعیین کرده و همچنین دو زیرمجموعه را برای آن تعریف می‌کند: نوع حلزونی (بدون سرگیجه) و نوع دهلیزی (بدون ناشنوایی).
در سال ۱۹۷۲، آکادمی مذکور معیارهایی را برای تشخیص بیماری منییر به شرح زیر تعریف کرد: 
1. ناشنوایی حسی-عصبی، پیشرونده، نوسانی
2. حملات دوره‌‌ ای، مشخص و قطعی سرگیجه با مدت ۲۰ دقیقه تا ۲۴ ساعت بدون از دست دادن هوشیاری، و نیستاگموس دهلیزی همیشه وجود دارد.
3. وزوز گوش (شنیدن زنگ در گوش، از خفیف تا شدید) اغلب با درد گوش و احساس پری در گوش درگیر همراه است. معمولاً وزوز گوش پیش از حمله سرگیجه شدیدتر است و پس از حمله سرگیجه کاهش می‌یابد.
4. حملات با دوره‌های بهبودی و وخامت مشخص ‌می‌شوند.

در سال ۱۹۸۵، تغییراتی در نحوه بیان این فهرست صورت گرفت، مانند تغییر اصطلاح «ناشنوایی» به عبارت «کاهش شنوایی مرتبط با وزوز گوش، مشخصا در فرکانس‌های پائین» و برای تشخیص بیماری نیاز به بیش از یک حمله سرگیجه در نظر گرفته شد. سرانجام در سال ۱۹۹۵، فهرست مجدداً اصلاح شد تا درجات مختلفی را برای بیماری در نظر بگیرد:
1. حتمی - بیماری قطعی با تأیید هیستوپاتولوژی
2. قطعی – نیاز به دو یا چند اپیزود قطعی سرگیجه همراه با کاهش شنوایی به علاوه وزوز گوش و/یا پری گوش دارد
3. محتمل - فقط یک اپیزود قطعی سرگیجه و دیگر علائم و نشانه‌ها
4. ممکن - سرگیجه قطعی بدون کاهش شنوایی مرتبط

در سال ۲۰۱۵، کمیته بین‌المللی طبقه‌بندی اختلالات دهلیزی انجمن بارانی (International Classification for Vestibular Disorders Committee of the Barany Society) با همکاری آکادمی آمریکایی گوش و حلق و بینی – جراحی سر و گردن (American Academy of Otolaryngology–Head and Neck Surgery)، آکادمی اروپایی اوتولوژی و نورواوتولوژی (European Academy of Otology and Neurootology)، انجمن تحقیقات تعادل ژاپن (Japan Society for Equilibrium Research) و انجمن تعادل کره (Korean Balance Society) معیارهای تشخیصی توافقی را منتشر کردند.